# Comté de Jessamine
Le Comté de Jessamine est un comté de l'État du Kentucky, aux États-Unis, fondé en décembre 1798.
Son siège est Nicholasville et selon le recensement de 2010, sa population était de 48 586 habitants.